# Ginglymia dextella
Ginglymia dextella är en tvåvingeart som beskrevs av Henry J. Reinhard 1953. Ginglymia dextella ingår i släktet Ginglymia och familjen parasitflugor. Inga underarter finns listade i Catalogue of Life.